# Savoyer Habichtskraut
Savoyer Habichtskraut (Hieracium sabaudum) ist eine Pflanzenart aus der Gattung der Habichtskräuter (Hieracium) innerhalb der Familie der Korbblütler (Asteraceae).

## Beschreibung

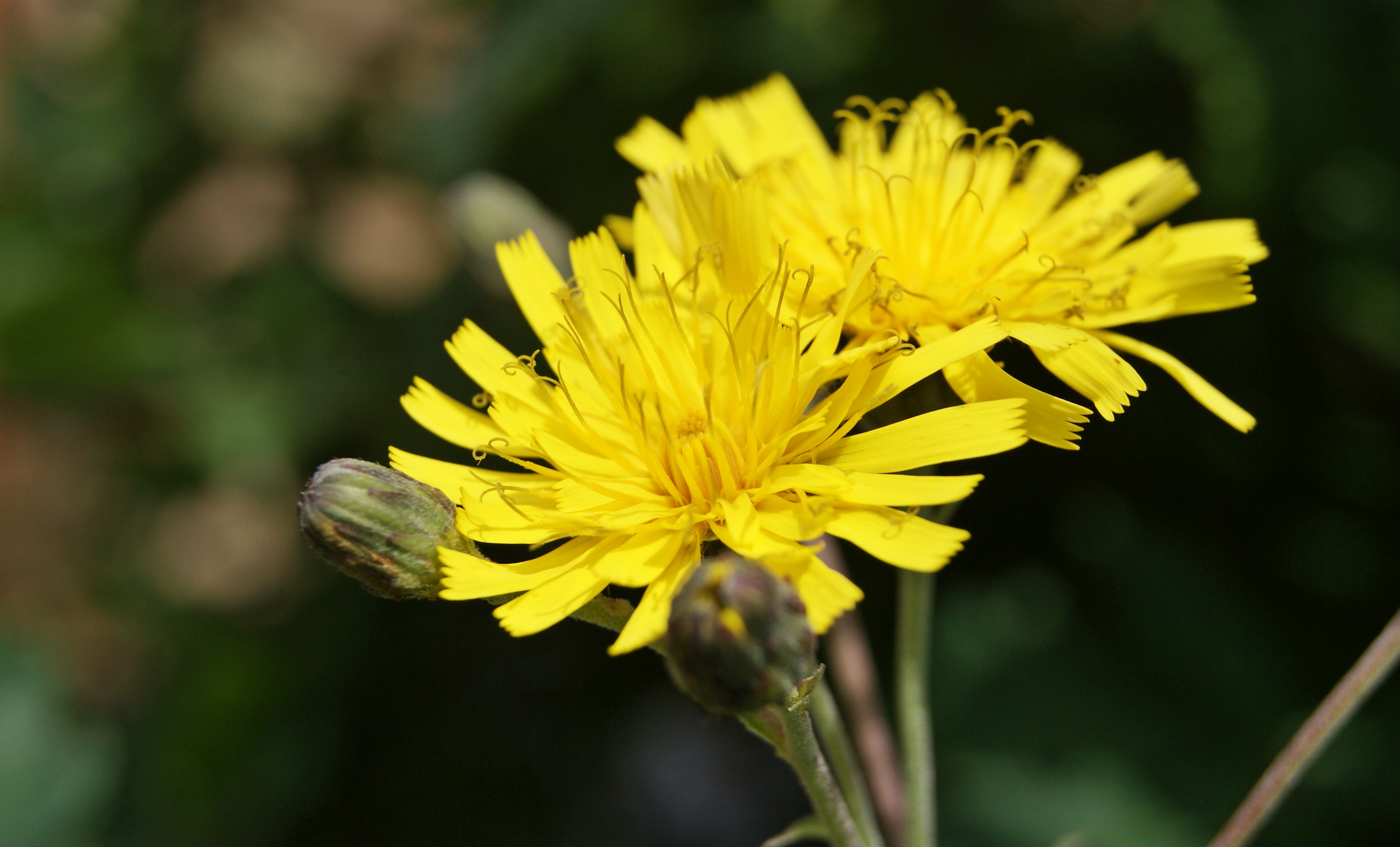
Blütenkörbchen, bei den Zungenblüten sind die fünf Kronzipfel und die zweiästigen Griffel zu erkennen.

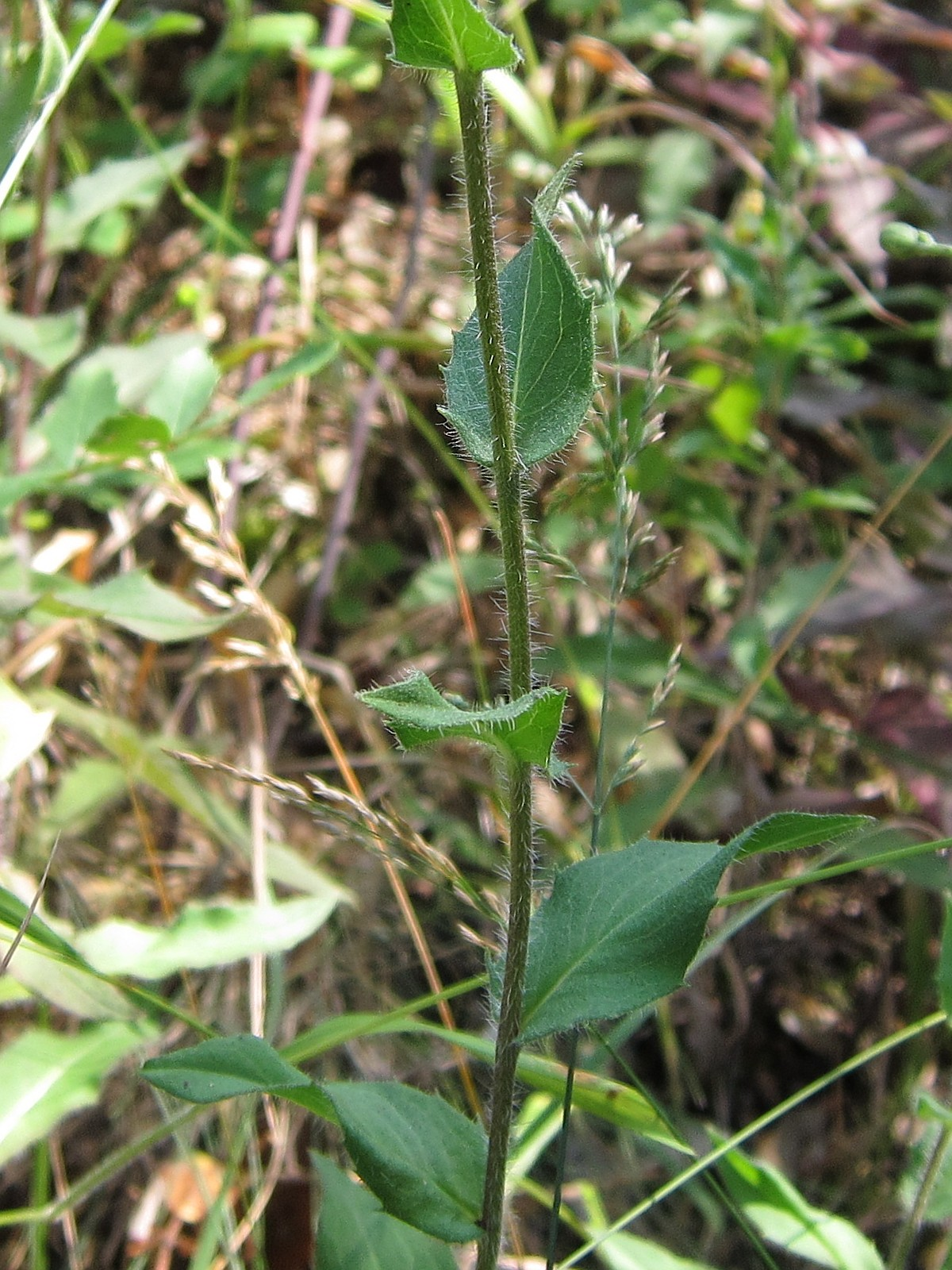
Stängel mit Laubblättern

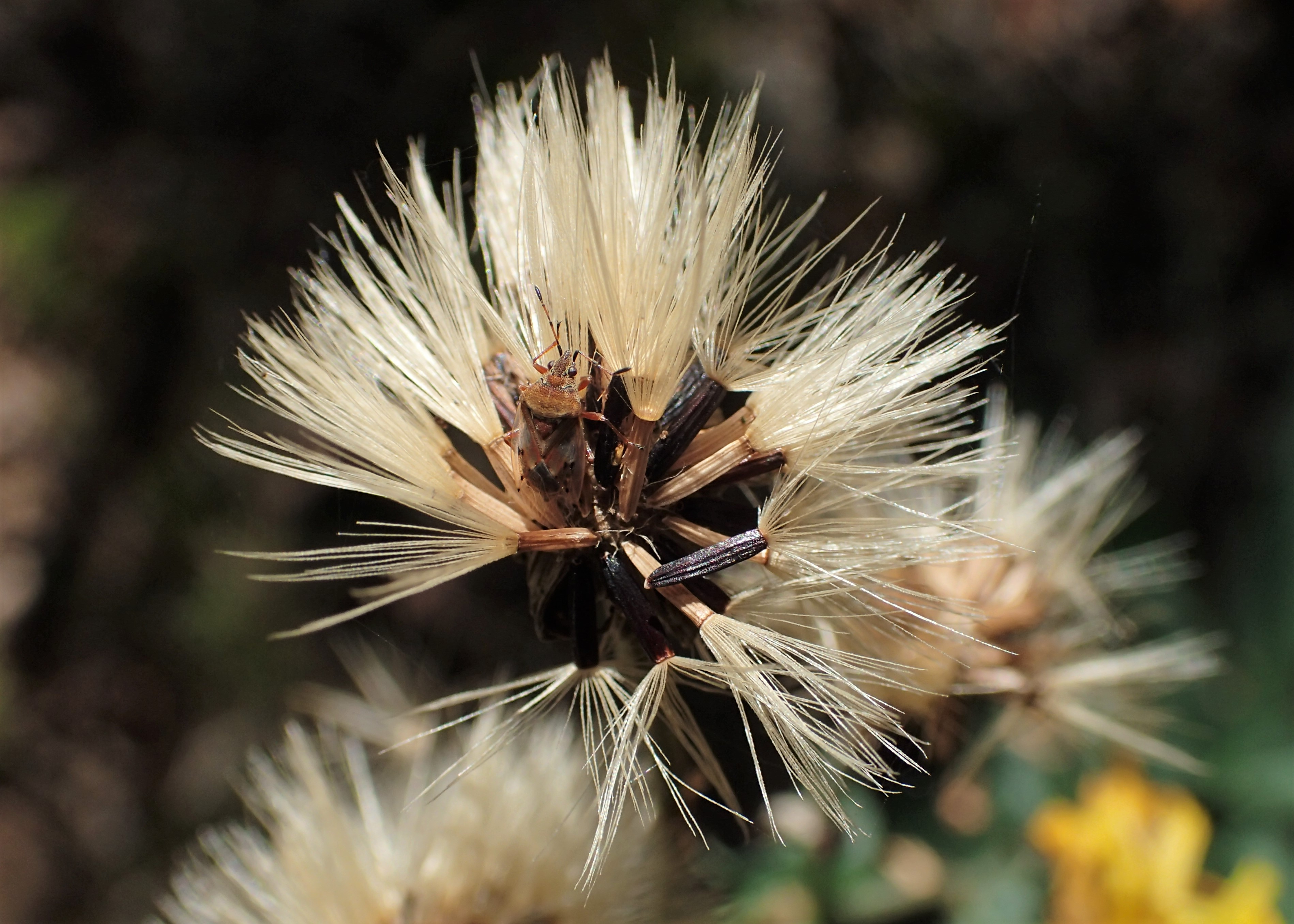
Fruchtstand

### Vegetative Merkmale
Das Savoyer Habichtskraut wächst als ausdauernde, krautige Pflanze und erreicht Wuchshöhen von 50 bis 150 Zentimetern.
Grundblätter fehlen. Es sind zwischen 10 und 75 Stängelblätter vorhanden. Die einfachen Blattspreiten sind oval bis elliptisch oder länglich lanzettlich, am Rand nicht eingerollt und gezähnelt bis deutlich gezähnt und besitzen eine gelegentlich verdrehte Spitze. Bei den mittleren bis oberen sitzenden Laubblättern ist die Blattspreite zum gerundeten bis schwach herzförmigen Spreitengrund hin verschmälert.

### Generative Merkmale
Die Blütezeit erstreckt sich von August bis Oktober. Der locker rispige, selten doldig-rispige Gesamtblütenstand weist zwischen 5 und 40 Seitenzweige auf und enthält 20 bis 50 (maximal bis zu 100) körbchenförmige Blütenstände. Die mehrreihig dachziegelartig angeordneten und anliegenden, breiten und stumpfen Hüllblätter sind variabel kahl bis mäßig behaart, mikro- oder langdrüsig und flockenlos bis mäßig flockig. Sie sind schwarzgrün bis schwarz gefärbt. Die Grubenränder des Blütenstandsbodens sind deutlich haarartig gefranst. In jedem Blütenkörbchen befinden sich nur zwittrige, fertile, zygomorphe Zungenblüten. Die fünf gelben Kronblätter sind zu einer Röhre verwachsen, die oben zu einer Zunge ausgeformt ist, diese endet in fünf Kronzipfeln.
Die Achänen sind dunkel-braun bis schwarz.
Die Chromosomenzahl beträgt 2n = 18, 27 oder 36.

## Ökologie
Das Savoyer Habichtskraut ist ein Hemikryptophyt.

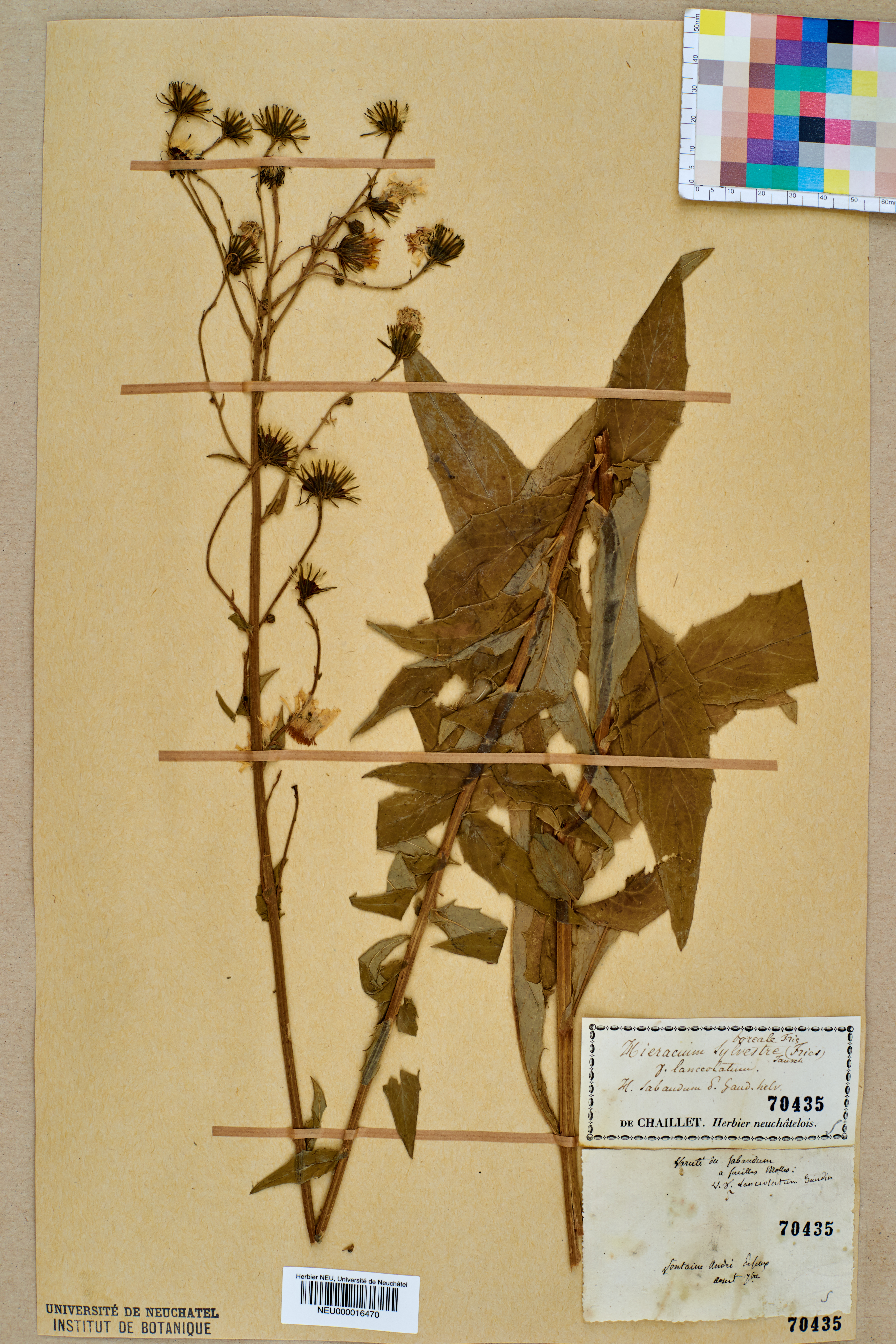
Herbarbeleg

## Vorkommen
Die Verbreitung des Savoyer Habichtskrauts reicht vom nördlichen Portugal sowie nördlichen Spanien über Frankreich und Großbritannien (inklusive Teilen Irlands) durch ganz Mitteleuropa bis ins westliche Russland. In Norwegen und Schweden gibt es nur einzelne synanthrope Vorkommen. Die Südgrenze zieht sich über Korsika, Mittel-Italien, Albanien, Nordmazedonien, nördlichen Griechenland entlang der Schwarzmeer-Küste bis zur Krim. Kleinere Vorkommen gibt es auf Sardinien, in Süditalien, auf der Peloponnes, in der südlichen Türkei und im Kaukasusraum. Im östlichen Nordamerika und in Neuseeland ist Hieracium sabaudum eine Neophyt.
Es fehlt im westlichen Tiefland Mitteleuropas und in raueren Klimalagen der Mittelgebirge und des Alpenvorlands gebietsweise, oberhalb von Höhenlagen von etwa 1200 Meter fehlt es fast durchweg; sonst sind seine Vorkommen zerstreut. In den Allgäuer Alpen steigt es im Kleinen Walsertal zwischen Riezlern und dem Schmidbach bis zu Höhenlagen von 1170 Metern auf.
Das Savoyer Habichtskraut bevorzugt trockenen, kalkarmen, humosen Lehmboden in warmem Klima. Es besiedelt lichte Wälder, seltener Steinschutthalden. Es ist in Mitteleuropa eine Charakterart der Ordnung Quercetalia roboris-petraeae.
Die ökologischen Zeigerwerte nach Landolt et al. 2010 sind in der Schweiz für Hieracium sabaudum aggr. Feuchtezahl F = 2+w (frisch aber mäßig wechselnd), Lichtzahl L = 3 (halbschattig), Reaktionszahl R = 2 (sauer), Temperaturzahl T = 4 (kollin), Nährstoffzahl N = 3 (mäßig nährstoffarm bis mäßig nährstoffreich), Kontinentalitätszahl K = 3 (subozeanisch bis subkontinental).

## Systematik
Die Erstveröffentlichung von Hieracium sabaudum erfolgte 1753 durch Carl von Linné in Species Plantarum, Tomus II, S. 804. Synonyme für Hieracium sabaudum L. sind: Hieracium autumnale Griseb., Hieracium bladonii Pugsley, Hieracium melanocalathium Borbás, Hieracium platyphyllum (Arv.-Touv.) Arv.-Touv., Hieracium silvestre Tausch, Hieracium valdefoliosum Sudre, Hieracium boreale subsp. fuscidulum Fr., Hieracium platyphyllum subsp. valdefoliosum (Sudre) Zahn, Hieracium sabaudum subsp. autumnale (Griseb.) Zahn, Hieracium boreale var. platyphyllum Arv.-Touv.
Es gibt mehrere Unterarten von Hieracium sabaudum (hier eine Auswahl der in Europa und dem Mittelmeerraum vorkommen Unterarten):
- Hieracium sabaudum L. subsp. sabaudum: Sie kommt in Spanien, Frankreich, Deutschland, in der Schweiz, Österreich, Italien, Tschechien, Polen, Serbien, Rumänien, Griechenland und in der Türkei vor.[5]
- Hieracium sabaudum subsp. barcinonense (Sennen) Greuter: Sie kommt in Spanien vor.[5]
- Hieracium sabaudum subsp. boreale (Fr.) Hayek: Sie kommt in Frankreich, der Schweiz, Liechtenstein, Deutschland, Polen, Österreich, Tschechien, Schweden und Russland vor.[5]
- Hieracium sabaudum subsp. concinniforme Zahn: Sie kommt in Frankreich vor.[5]
- Hieracium sabaudum subsp. concinnum (Jord.) Zahn: Sie kommt in Spanien, Frankreich, Italien, den Niederlanden, Belgien, der Schweiz, Österreich, Ungarn, Polen und in der Slowakei vor.[5]
- Hieracium sabaudum subsp. cumuliflorum (Zahn) Gottschl.: Sie kommt nur in Italien vor.[5]
- Hieracium sabaudum subsp. curvidens (Jord.) Zahn: Sie kommt in Spanien, Frankreich, Italien, Deutschland, Österreich, in der Schweiz und in Ungarn vor.[5]
- Hieracium sabaudum subsp. dumosum (Jord.) Zahn: Sie kommt in Portugal, Spanien, Frankreich, Korsika, Deutschland, in der Schweiz, Italien, Slowenien, Kroatien, Serbien, Ungarn, Rumänien und in der Türkei vor.[5]
- Hieracium sabaudum subsp. eminens (Sudre) Zahn: Sie kommt in Spanien, Frankreich, Korsika, den Niederlanden, Deutschland, Italien, in der Schweiz, Liechtenstein, Österreich, Tschechien, Polen, der Slowakei, Ungarn, Slowenien, Kroatien, Bosnien-Herzegowina, Bulgarien, Rumänien und in der Ukraine vor.[5]
- Hieracium sabaudum subsp. fruticetorum (Boreau) Zahn: Sie kommt in Spanien, Frankreich, den Niederlanden, Deutschland, in der Schweiz, Italien, Österreich, Ungarn und Bosnien-Herzegowina vor.[5]
- Hieracium sabaudum subsp. gigantodon Zahn: Sie kommt in Frankreich, Deutschland, der Schweiz, Polen und Ungarn vor.[5]
- Hieracium sabaudum subsp. grandidentatum (Boreau) Zahn: Sie kommt in Spanien, Frankreich, den Niederlanden, Belgien, Deutschland, in der Schweiz, Italien, Österreich, Ungarn und Bosnien-Herzegowina vor.[5]
- Hieracium sabaudum subsp. gutierrezii (Gutiérrez) Greuter: Sie kommt in Spanien vor.[5]
- Hieracium sabaudum subsp. macrodon (Sudre) Greuter: Sie kommt in Frankreich, Großbritannien, Deutschland, der Schweiz und Österreich vor.[5]
- Hieracium sabaudum subsp. nemorivagum (Boreau) Zahn: Sie kommt in Frankreich, Korsika, den Niederlanden, Belgien, Dänemark, Deutschland, in der Schweiz, Liechtenstein, Österreich, Italien, Tschechien, Ungarn, Makedonien und in der Slowakei vor.[5]
- Hieracium sabaudum subsp. obliquum (Jord.) Zahn: Sie kommt in Portugal, Spanien, Frankreich, den Niederlanden, Deutschland, in der Schweiz, Liechtenstein, Österreich, Italien, Tschechien, Polen, Ungarn, Slowenien, Serbien, Griechenland, der Slowakei, Rumänien und in der Ukraine vor.[5]
- Hieracium sabaudum subsp. occitanicum (Jord.) Zahn: Sie kommt in Spanien, Frankreich, den Niederlanden, Deutschland, in der Schweiz, Italien, Kroatien und Bulgarien vor.[5]
- Hieracium sabaudum subsp. propinquum (Sudre) Greuter: Sie kommt in Frankreich, Großbritannien, Dänemark, Belgien, Italien und in der Schweiz vor.[5]
- Hieracium sabaudum subsp. pseudograndidentatum Zahn: Sie kommt in Frankreich, Deutschland, den Niederlanden, Österreich und Ungarn vor.[5]
- Hieracium sabaudum subsp. quercetorum (Boreau) Zahn: Sie kommt in Spanien, Frankreich, den Niederlanden, Deutschland, Italien, in der Schweiz, Österreich, Tschechien, Ungarn, Slowenien, Kroatien, Bosnien-Herzegowina, der Slowakei, Ukraine, Rumänien, der Türkei, im Kaukasusgebiet und in Transkaukasien vor.[5]
- Hieracium sabaudum subsp. rigens (Jord.) Zahn: Sie kommt in Spanien, Andorra, Frankreich, Großbritannien, den Niederlanden, Deutschland, in der Schweiz, Österreich, Italien, Ungarn und in der Türkei vor.[5]
- Hieracium sabaudum subsp. rigidicaule (Sudre) Zahn: Sie kommt in Spanien, Frankreich, Deutschland, den Niederlanden, Dänemark, in der Schweiz, Italien, Österreich, Ungarn, Polen, Tschechien, in der Slowakei, Rumänien und in der Türkei vor.[5]
- Hieracium sabaudum subsp. roffavieri (Sudre) Zahn: Sie kommt in Frankreich, der Schweiz und in Italien vor.[5]
- Hieracium sabaudum subsp. sabaudiforme Zahn: Sie kommt in Frankreich, der Schweiz, Italien und in Bosnien-Herzegowina vor.[5]
- Hieracium sabaudum subsp. salicetorum (Sudre) Zahn: Sie kommt ursprünglich in Spanien, Frankreich, Korsika, Großbritannien, Deutschland, in der Schweiz, Österreich und vielleicht in Norwegen vor.[5]
- Hieracium sabaudum subsp. salticola (Sudre) Zahn: Sie kommt in Großbritannien, Frankreich, Deutschland, Tschechien in der Slowakei und in der Schweiz vor.[5]
- Hieracium sabaudum subsp. scabiosum (Sudre) Zahn: Sie kommt in Spanien, Frankreich, Korsika, Belgien, den Niederlanden, Deutschland, in der Schweiz, Österreich, Tschechien, Polen in der Slowakei, Ungarn, Italien, in der Ukraine und in Georgien vor.[5]
- Hieracium sabaudum subsp. sedunense Zahn: Sie kommt in Spanien, Frankreich, Großbritannien, Belgien, in der Schweiz und in Italien vor.[5]
- Hieracium sabaudum subsp. seguieri Zahn: Sie kommt in Frankreich, Deutschland, Polen, Tschechien, Ungarn und Rumänien vor.[5]
- Hieracium sabaudum subsp. sublactucaceum Zahn: Sie kommt in Frankreich, Großbritannien, in den Niederlanden, Dänemark, Deutschland, in der Schweiz, Österreich, Italien, Ungarn, Tschechien, Polen, in der Slowakei, Kroatien, Bosnien-Herzegowina, Rumänien und in der Türkei vor.[5]
- Hieracium sabaudum subsp. vagum (Jord.) Zahn: Sie kommt in Portugal, Spanien, Frankreich, Großbritannien, Korsika, den Niederlanden, Belgien, deutschland, in der Schweiz, Österreich, Ungarn, Tschechien, Polen, in der Slowakei, Litauen, Lettland, Estland, Italien, Slowenien, Kroatien, Serbien, Bosnien-Herzegowina, Montenegro, Albanien, Bulgarien, Rumänien, Moldawien, in der Ukraine, Türkei, im Kaukasusgebiet und in Transkaukasien vor.[5]
- Hieracium sabaudum subsp. virescens (Sond.) Zahn: Sie kommt in Portugal, Frankreich, Korsika, Dänemark, Deutschland, in der Schweiz, Österreich, Ungarn, Italien, Tschechien, Polen, in der Slowakei und in Rumänien vor.[5]
- Hieracium sabaudum subsp. virgultorum (Jord.) Zahn: Sie kommt in Spanien, Frankreich, Großbritannien, Belgien, Luxemburg, in den Niederlanden, Dänemark, Deutschland, in der Schweiz, Österreich, Liechtenstein, Italien, Ungarn, Tschechien, Polen, in der Slowakei, Slowenien, Kroatien, Serbien, Bosnien-Herzegowina, Litauen, Lettland, Estland, Russland, Moldawien, Bulgarien, Rumänien, in der Ukraine, im Kaukasusgebiet und in Transkaukasien vor.[5]